# Friuli-Venezia Giulia
Friuli-Venezia Giulia (németül Friaul-Julisch Venetien, szlovénul Furlanija-Julijska krajina, Friuli nyelven Friûl-Vignesie Julie) Olaszország 20 régiójának egyike.
Friuli-Venezia Giulia geopolitikai helyzetéből eredően hidat képez észak és dél, valamint kelet és nyugat között. Ennek következtében a térségben zajlik Közép-Európa, a Földközi-tenger parti vidékek és a kelet, valamint az Európai Unió és a dunamenti-balkáni térség tranzitforgalmának nagy része. Aránylag korszerű úthálózata az Ausztriával és Németországgal kiépített autópálya-kapcsolat által az európai közlekedési hálózat részévé vált.

## Földrajz

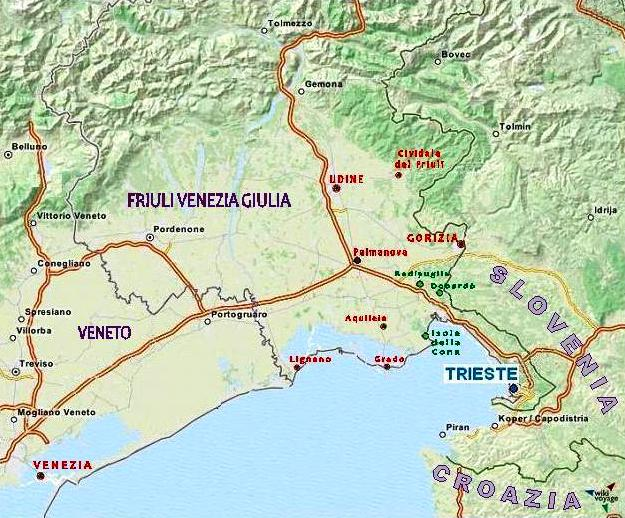
Domborzati térkép

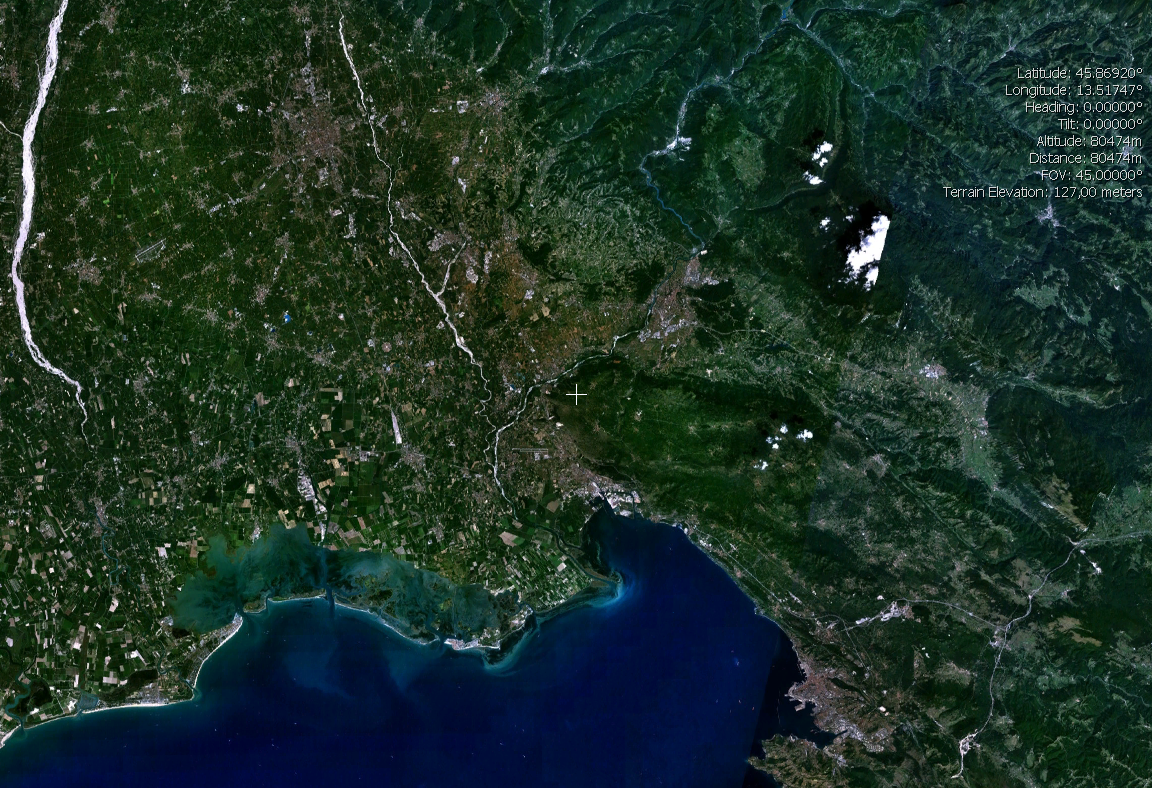
A régió a világűrből

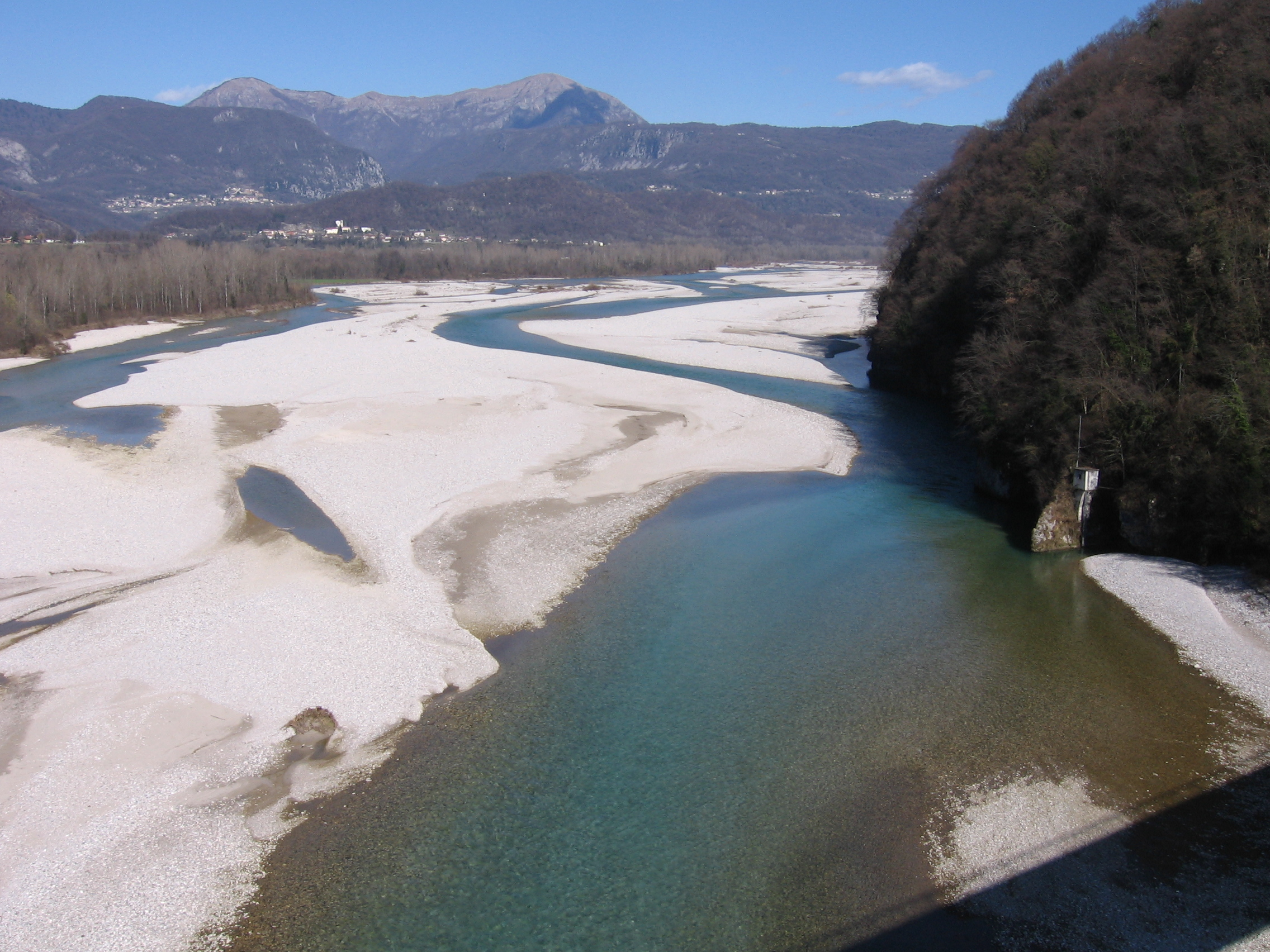
A Tagliamento a Pisanói-hídról

### Fekvése
A tartomány Északkelet-Olaszországban fekszik, az ország legkeletibb csücskében. Határai északon Ausztria, keleten Szlovénia, délen a Velencei-öböl, nyugaton Veneto régió.

### Tájegységei

#### Karni-Alpok és Júliai-Alpok
Friuli-Venezia Giulia területének 42%-a hegyvidék, ez megfelel a régió északi tájainak; míg a többi tájegységet dombok és síkságok teszik változatossá (35%-a sík) az Adriai-tenger partján a Trieszti-öbölnél (Golfo di Trieste) és a karsztos fennsíkban végződve. A hegyvidéki terület földtörténetileg viszonylag újonnan keletkezett és napjainkban is változó (l. 1976-os földrengés). Ennek részei a Karni-Alpok (Alpi Carniche) és a Júliai-Alpok olaszországi tájai. Itt az Alpok mészkőcsúcsainak egymásutánja határozza meg a tájképet. A hegyek magassága meghaladja a 2700 métert, köztük a Monte Coglians 2780 m (Karni-Alpok) és a Jôf di Montasio 2754 m (Júliai-Alpok).
A Karni-Alpok festői vidékét délről a Tagliamento-folyó határolja. A Carnia néven ismert vidék központja Ampezzo és Tolmezzo. A határvidéken a Monte Croce Carnicó hágó (1360 m) és a Camporosso-nyereg (Sella di Camporosso) vagy Tarvisiói-hágó (813 m) köti össze Ausztriát és Olaszországot. A Predil-hágó (Passo di Predil) (1156 m) Szlovénia felé jelent átjárót.

#### Előalpok
A Tagliamentótól és fő mellékfolyójától, a Fella-folyótól délre az Előalpok emelkedik, átlagosan 1500-2000 méteres magasságokba hatolva. Két kisebb zónája az impozáns Karni-Előalpok (Prealpi Carniche), legmagasabb csúcsa a Cima dei Preti, 2703 m, és a keleti Júliai-Előalpok.
Az Előalpok részét képezi a trieszti karsztos vidék is, a Trieszti-öbölnek egy különösen sziklás zónája. A karszt vegyi-fizikai erózió útján jött létre és sok érdekes természeti képződményt rejt: dolinák, barlangok, földalatti vízfolyások stb. A terület dél felé dombvidékbe szelídül, majd síkságba megy át 100-300 méteres tengerszint feletti magassággal. A sík vidék nagyjából megfelel a Tagliamento völgyének, amely a Pó-síksághoz hasonlóan északi és déli részre osztható.

#### A tengerpart
A partok elérik a kb. 150 km hosszúságot a Tagliamentótól Muggia településig, Szlovénia határáig. Nagyrészt a Trieszti-öbölhöz (Golfo di Trieste) tartozó területről van szó, az Adria olaszországi szakaszának legkeletibb részéről. Az öböl nyugati vidékén lassan mélyülő, homokos partok terülnek el, lagúnás vidékektől övezve, mint a Maranói-lagúna (Laguna di Marano), vagy a Gradói-lagúna (laguna di Grado), pl. Lignano Sabbiadoro híres fürdőhellyel, míg keleti részén magas, sziklás partokat mos az Adria vize, a Trieszti karsztvidéki fennsík területét. Itt található az 1908-ban megnyitott Grotta Gigante barlang is.

### Vízrajza
Számos vízfolyást tartunk számon a régióban, ezek legnagyobbika a Tagliamento (170 km) a Karni-Alpokból indul útjára. Észak-dél irányban folyik végig a tartományon és Venetóval közös határt képezve ömlik az Adriába. További jelentős folyók: a Livenza (112 km), ez ugyancsak hosszú szakaszon adja a régió határvonalát, és az Isonzó (Isonzo) (136 km), amely Szlovéniában, a Júliai-Alpokban ered.

### Természetvédelmi területek
Regionális természeti rezervátum (Riserve Naturali Regionali)
- Foce dell'Isonzo (Gorizia megye)
- Valle Cavanata (Gorizia megye)
- Laghi di Doberdò e Pietrarossa (Gorizia megye)
- Forra del Cellina (Pordenone megye)
- Falesie di Duino (Trieszt megye)
- Monte Lanaro (Trieszt megye)
- Monte Orsario (Trieszt megye)
- Val Rosandra (Trieszt megye)
- Foce dell'Isonzo (Udine megye)
- Foci della Stella (Udine megye)
- Lago di Cornino (Udine megye)
- Valle Canal Novo (Udine megye)

Regionális természeti park (Parchi Regionali)
- Friuli Dolomitok Regionális Természeti Park (Parco Naturale Regionale delle Dolomiti Friulane) (Pordenone megye, Udine megye)
- Júliai-Előalpok Regionális Park (Parco Regionale delle Prealpi Giulie) (Udine megye)

Tengeri védett terület (Aree Marine Protette)
- Riserva marina di Miramare (Trieszt megye)

Állami természeti rezervátum (Riserve Naturali Statali)
- Cucco (Udine megye)
- Rio Bianco (Udine megye)

Egyéb védett terület (Altre Aree Protette)
- Parco Intercomunale delle Colline Carniche (Udine megye)

## Történelem
Az i. e. 2. században a vidék római uralom alatt állt. Nevét Cividale del Friuliról, eredeti nevén Forum Iuliiről kapta. Forum Iuliit Julius Caesar vagy Augustus alapította piacvárosként, amire a forum név utal.
Később bizánci befolyás alá jutott, a középkorban Görz grófjai, Aquileia pátriárkái és a Habsburg-ház vetélkedett érte. Keleti részét 1500 körül a Habsburgok szerezték meg, akik megalakították Görz és Gradiska koronatartományt. Nyugati része (a tulajdonképpeni Friuli tartomány) a 15. században a Velencei Köztársaság, majd 1797-től a Campo Formió-i békeszerződéssel a Habsburgok kezére került, 1815-ben a bécsi kongresszus az Ausztriával perszonálunióban álló Lombard–Velencei Királysághoz csatolta.
1866-ban, a porosz–osztrák–olasz háború után előbb Friuli nyugati területe került az egységes Olasz Királysághoz, majd az első világháború után a keleti fele is, az Isonzó völgyével együtt. A második világháború után Udine és Gorizia megyéket is Friuli-Venezia Giulia régióhoz csatolták, az Isonzó völgyét viszont Jugoszlávia szerezte meg. 1954-ben a korábbi Trieszt szabad város nyugati része, végül egész Trieszt a Friuli régió, s ezzel Olaszország részévé vált. Pordenone megyét 1968-ban alapították, itt 1976-ban rendkívül súlyos áldozatokat követelő földrengés pusztított.

## Népesség
A régiónak közel 1,2 millió lakosa van, jelentős szlovén kisebbséggel. Sauris, Timau és a Kanal-völgy (Val Canale) térségében megőrződtek a német nyelvszigetek. Élnek itt ladin nyelvű ősfriuliak is.

### Nyelvek

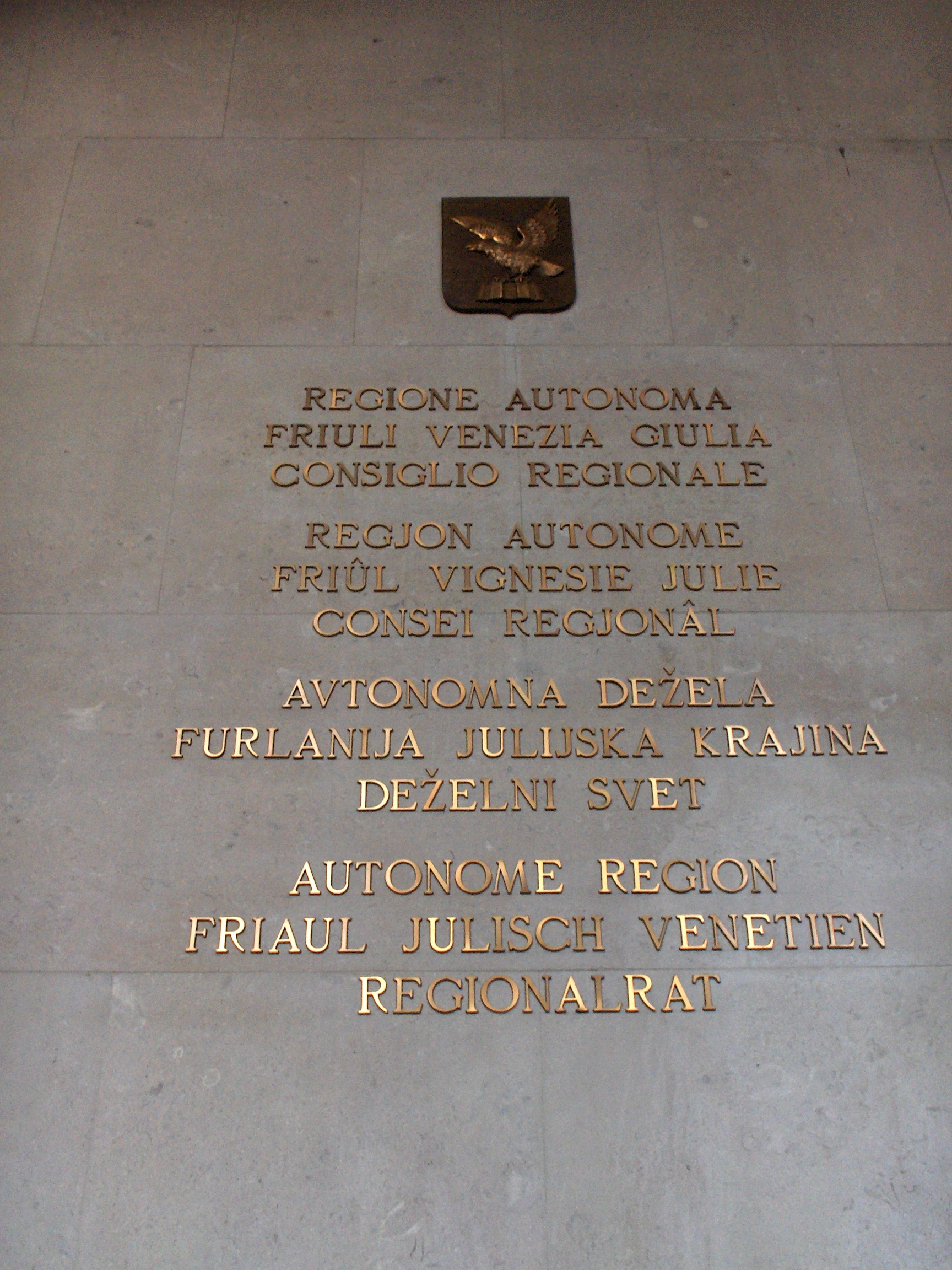
Háromnyelvű felirat

A friuli nyelv (saját elnevezése il furlan vagy la lenghe furlane, IPA [furˈlaŋ, ˈleŋge furˈlane]) a rétoromán nyelv egyik fő változata, amelyet az olaszországi Friuli-Venezia Giulia autonóm régióban mintegy 530 ezer ember használ; e régióban hivatalosan elismert nyelvi státusszal bír. Több nyelvjárásra oszlik (középső, északi, délkeleti, nyugati), amelyek főleg a szavak utolsó magánhangzójában különböznek egymástól (a nyelvjárásokban ez lehet a és o is). A friuli története több ponton homályos; valószínűleg azon vulgáris latin nyelvjárásokhoz kötődik, amelyeket az ókorban a rómaiak által i. e. 181-ben alapított Aquileia tartományban beszéltek. A rétoromán nyelvek közül a friulit beszélik a legtöbben.
A szlovén nyelv (szlovénül: slovenski jezik vagy slovenščina) az indoeurópai nyelvcsalád tagja, legközelebbi rokonai a szláv nyelvek, közülük is a horvát és a szerb. Friuli határmenti területein és Trieszt környékén 60-70 ezren beszélik.

## Közigazgatás
Megyéi:

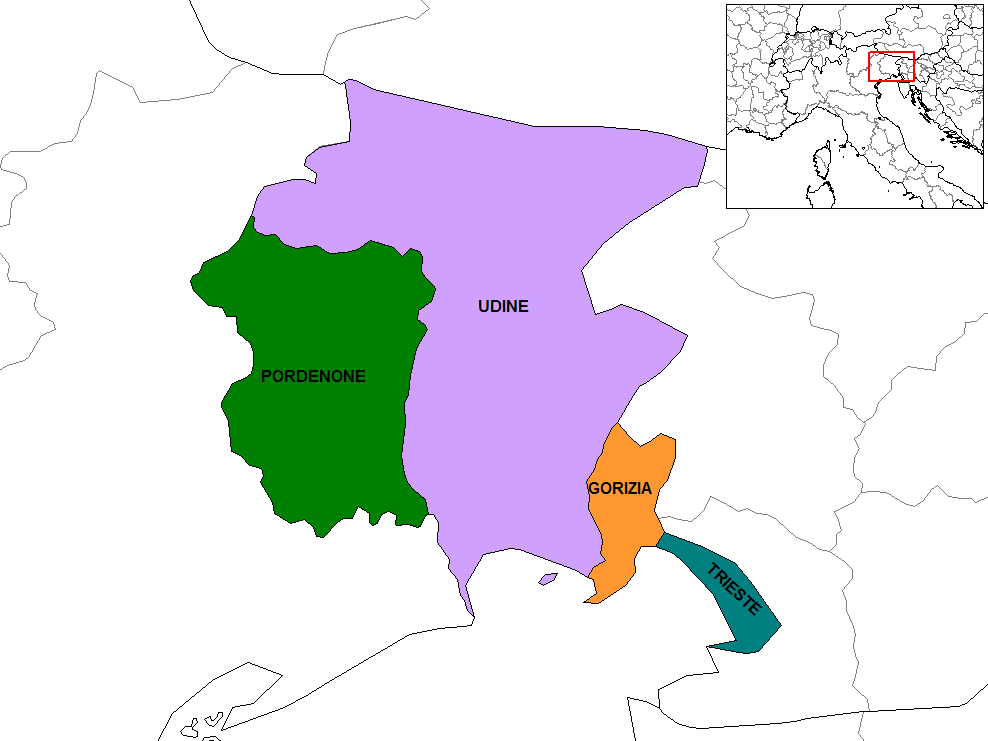
Friuli-Venezia Giulia megyéi

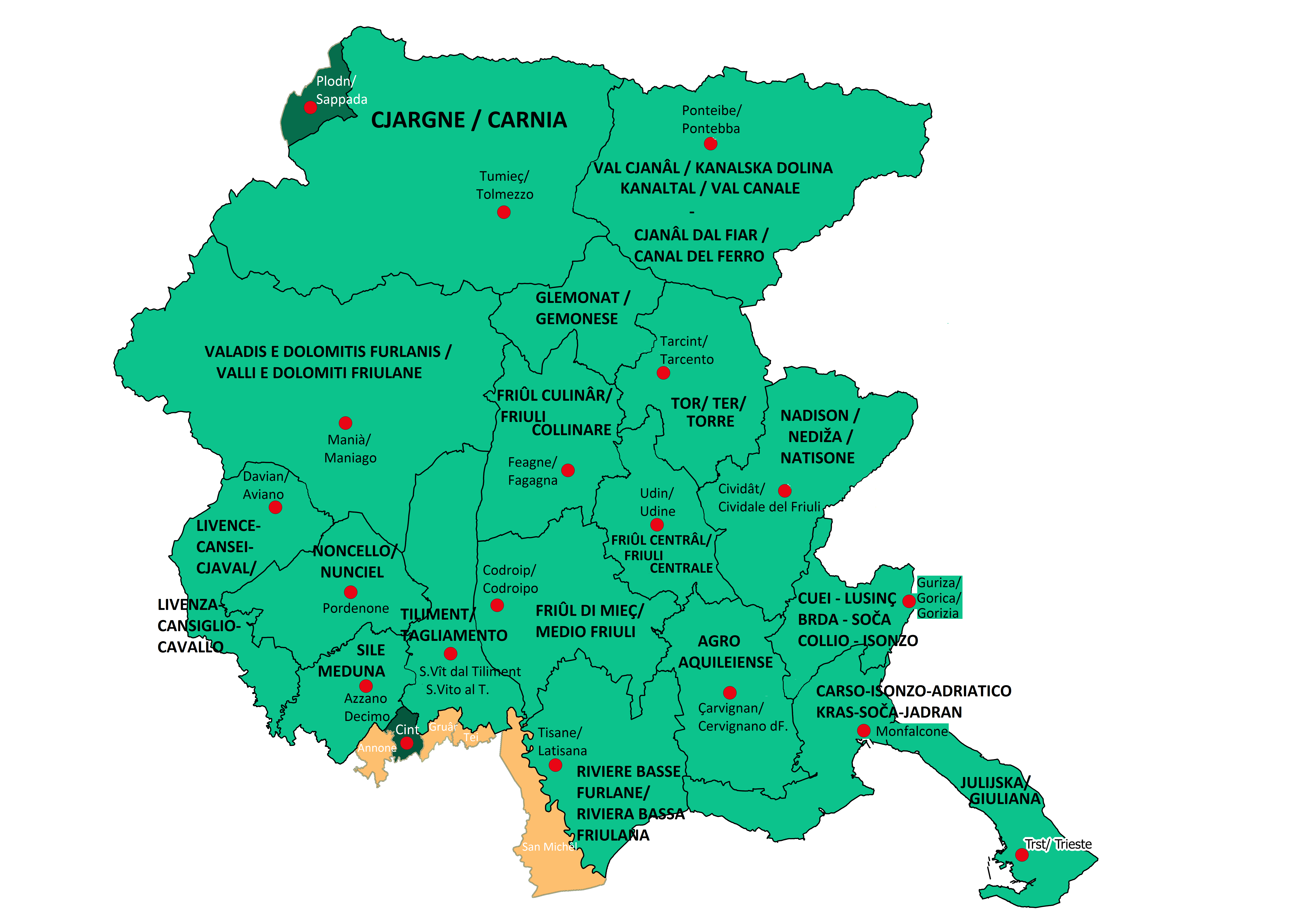
Friuli-Venezia Giulia községei

A régiót ma négy megye (provincia) és 219 település alkotja.
Megyéi:
- Gorizia (Provincia di Gorizia), közigazgatási székhelye Gorizia
- Pordenone (Provincia di Pordenone), közigazgatási székhelye Pordenone
- Udine (Provincia di Udine), közigazgatási székhelye Udine
- Trieszt (Provincia di Trieste)', közigazgatási székhelye Trieszt

Friuli-Venezia Giulia elnökei:
- 1964 - 1973: Alfredo Berzanti
- 1973 - 1984: Antonio Comelli
- 1984 - 1991: Adriano Biasutti
- 1992 - 1993: Vinicio Turello
- 1993 - 1994: Pietro Fontanini
- 1994 -          : Renzo Travanut
- 1994 - 1995: Alessandra Guerra
- 1995 - 1996: Sergio Cecotti
- 1996 - 1998: Giancarlo Cruder
- 1998 - 2001: Roberto Antonione
- 2001 -         : Paolo Ciani
- 2001 - 2003: Renzo Tondo
- 2003 -         : Riccardo Illy

## Gazdaság

### Mezőgazdaság
A tartomány északi része hegyes; hús- (sonka) és tejtermékei révén ismert.
A délen fekvő, part menti részeken számos kis mezőgazdasági üzem termel a belső szükséglet kielégítésére. Fő termények: búza, kukorica, zöldség és gyümölcs (főleg szőlő, a betiltott nevű Tocai borral). A halászatnak főképpen a tengerparton van szerepe, míg a dohány termesztése Trieszttől délkeletre zajlik.

### Ipar
Udine és Gorizia gazdaságilag jelentős városok. Textilipar, vegyipar, gépgyártás a legfontosabb ipari ágazatuk.

### Kereskedelem: turizmus

#### Sportturizmus
Síközpontok:
- A Keleti-Dolomitokban: Piancavallo és Forni di Sopra
- a Karni-Alpokban: Ravascletto
- a Júliai-Alpokban: Sella Nevea és Tarvisio

#### Gyógyturizmus, termál- és wellness szolgáltatások
- Grado termái már az Osztrák–Magyar Monarchia idején ismertek voltak.
- Lignano új termálfürdője modern infrastruktúrával felszerelt.
- A Karni-Alpokban Arta Terme a legmodernebb termálkomplexum.

#### Tengerparti yacht- és vitorlásturizmus
Yacht- és vitorláshajó-kikötők Friuli-Venezia Giulia régióban:
- A Trieszti-öböl (Golfo di Trieste) kikötői településenként:
  - Muggia: Porto San Rocco
  - Trieszt: Marina San Giusto
  - Monfalcone: Ocean Marine, Marina Lepanto, Nautec Mare, Marina Hannibal
  - Grado: Tenuta Primero, Porto San Vito, Darsena San Marco, Darsena Navigare 2000
  - Aquileia: Marina di Aquileia
- A Friuli part (Costa Friuliana) kikötői: településenként
  - San Giorgio di Nogaro: Capan River Port, Marina Sant'Andrea, Cantieri Marina S. Giorgio, Marina Planais
  - Marano Lagunare: Portomaran
  - Palazzolo: Marina Stella
  - Aprilia Marittima: Marina Capo Nord, Darsena Aprilia Marittima, Marina Punta Gabbiani
  - Lignano Sabbiadoro: Marina Punta Faro, Darsena Porto Vecchio, Marina Punta Verde, Porto Turistico Marina Uno.

## Képgaléria

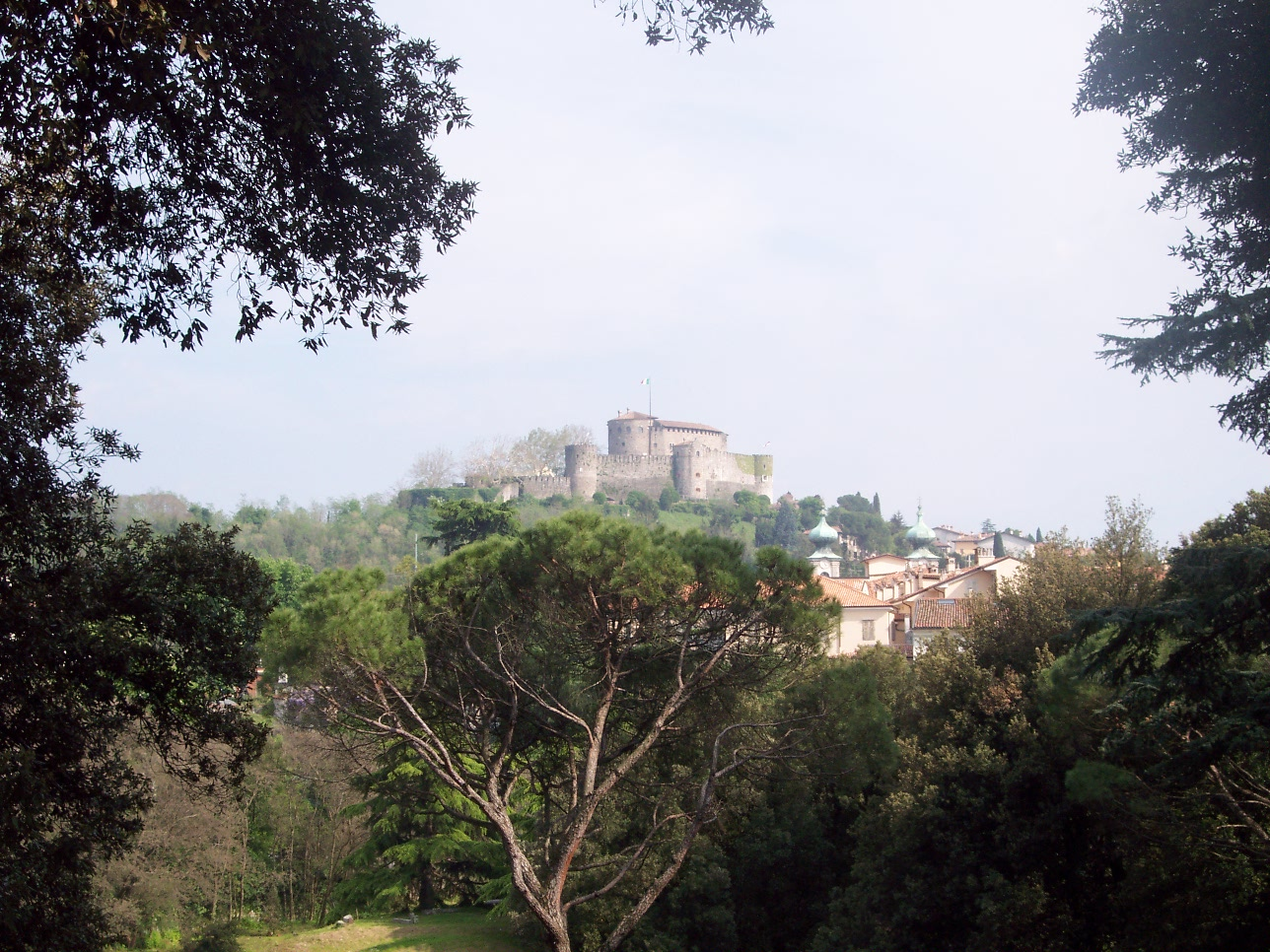
Gorizia
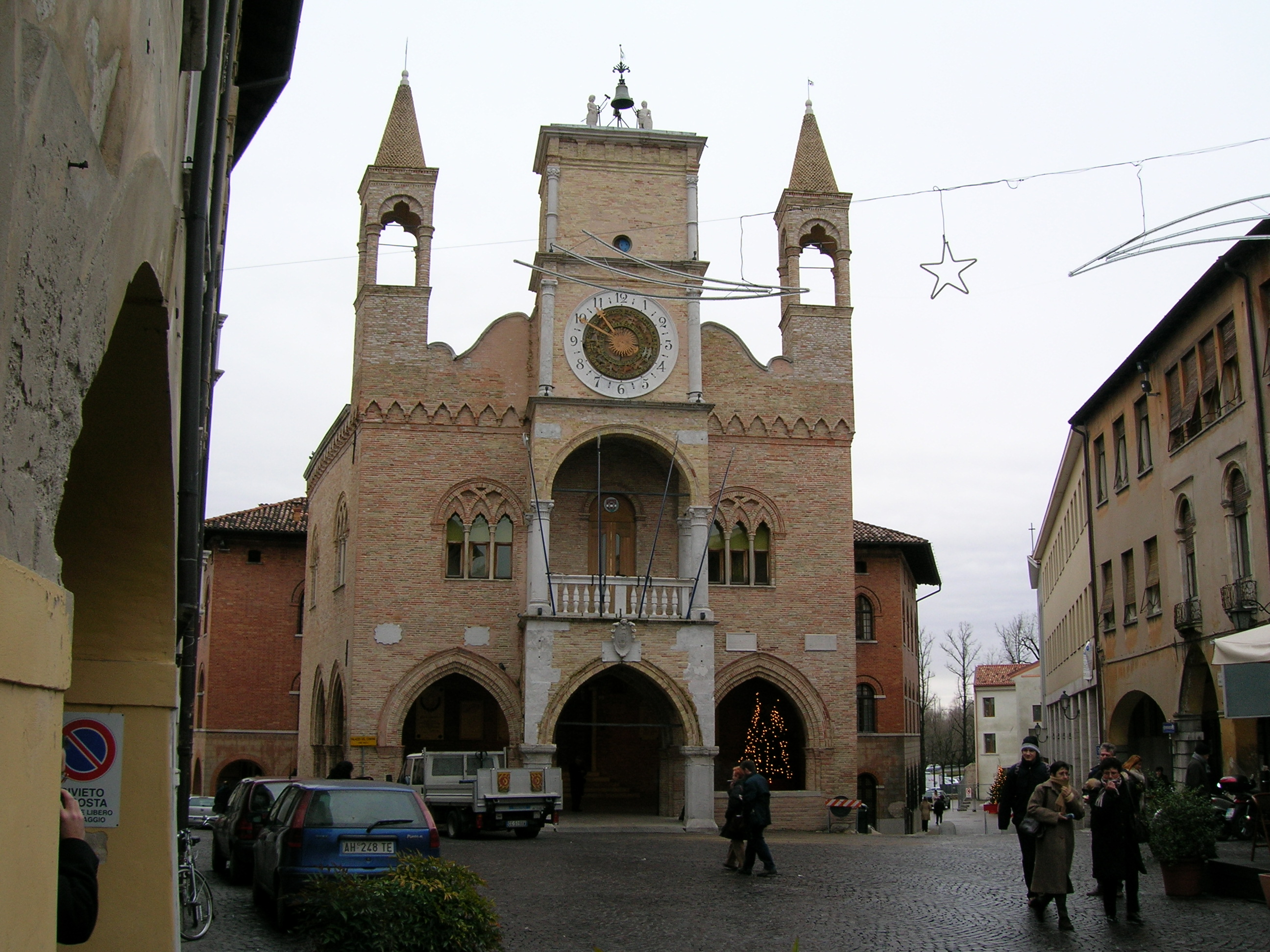
Pordenone
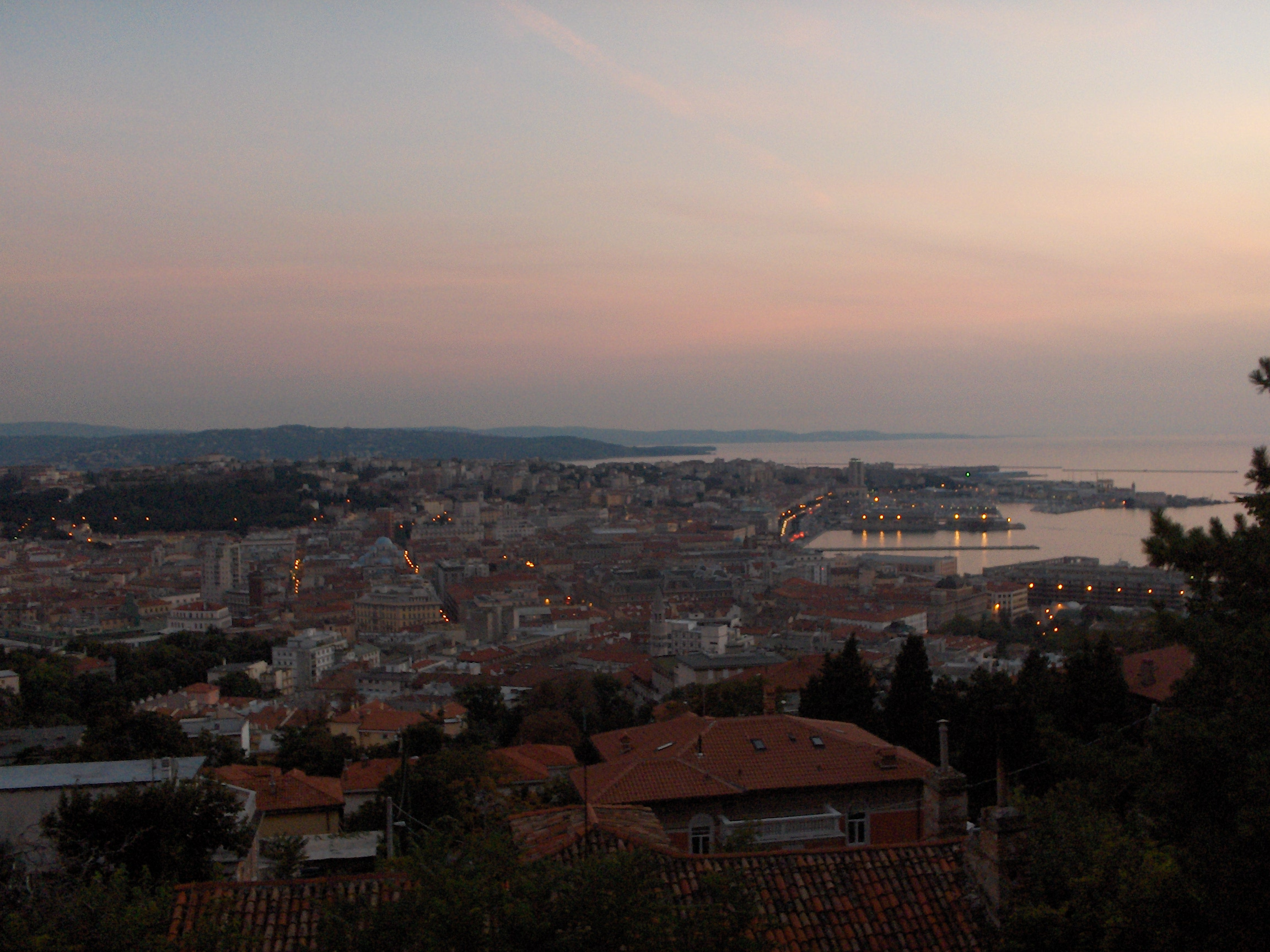
Trieszt